# Echeveria pinetorum

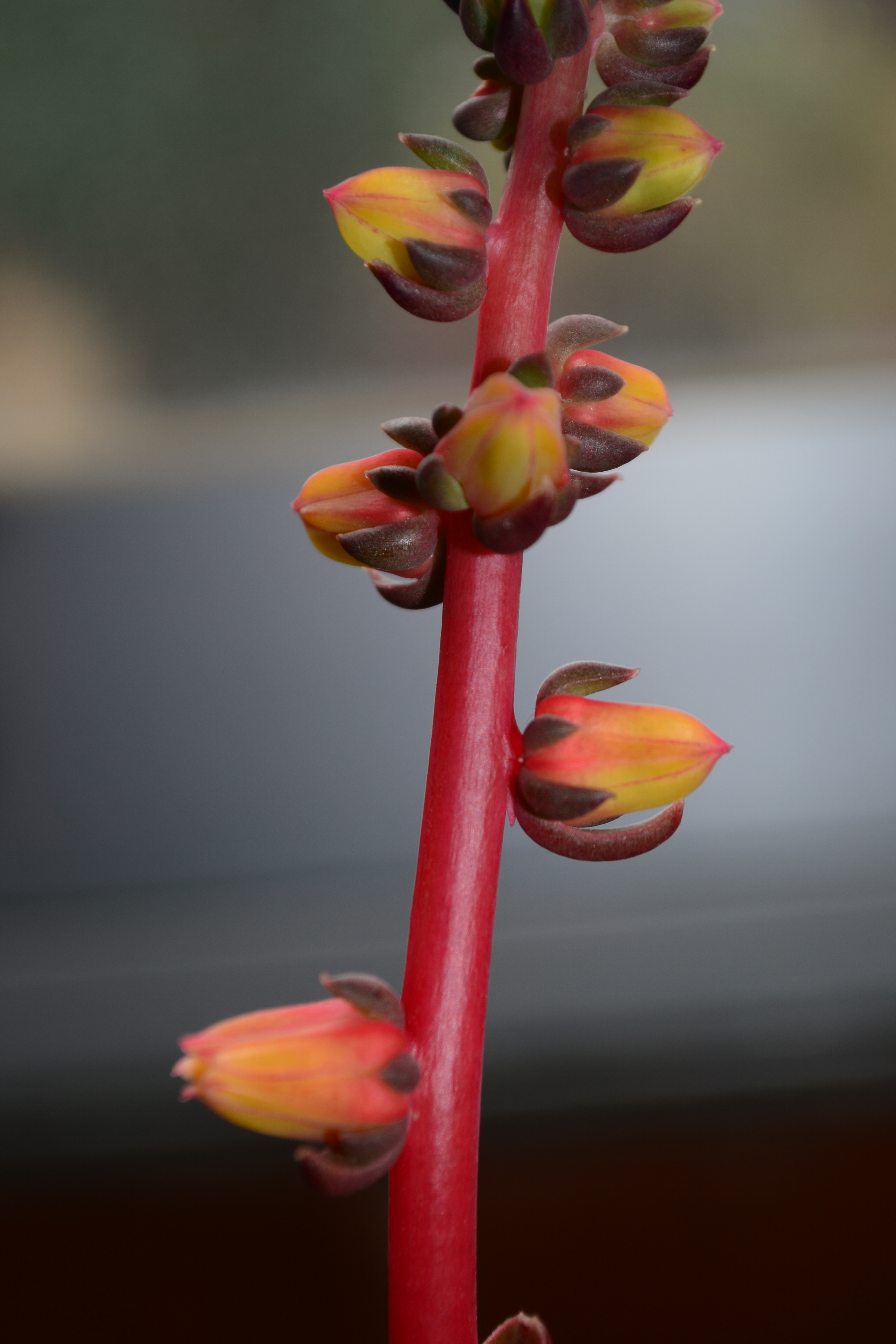
Detalle de las flores

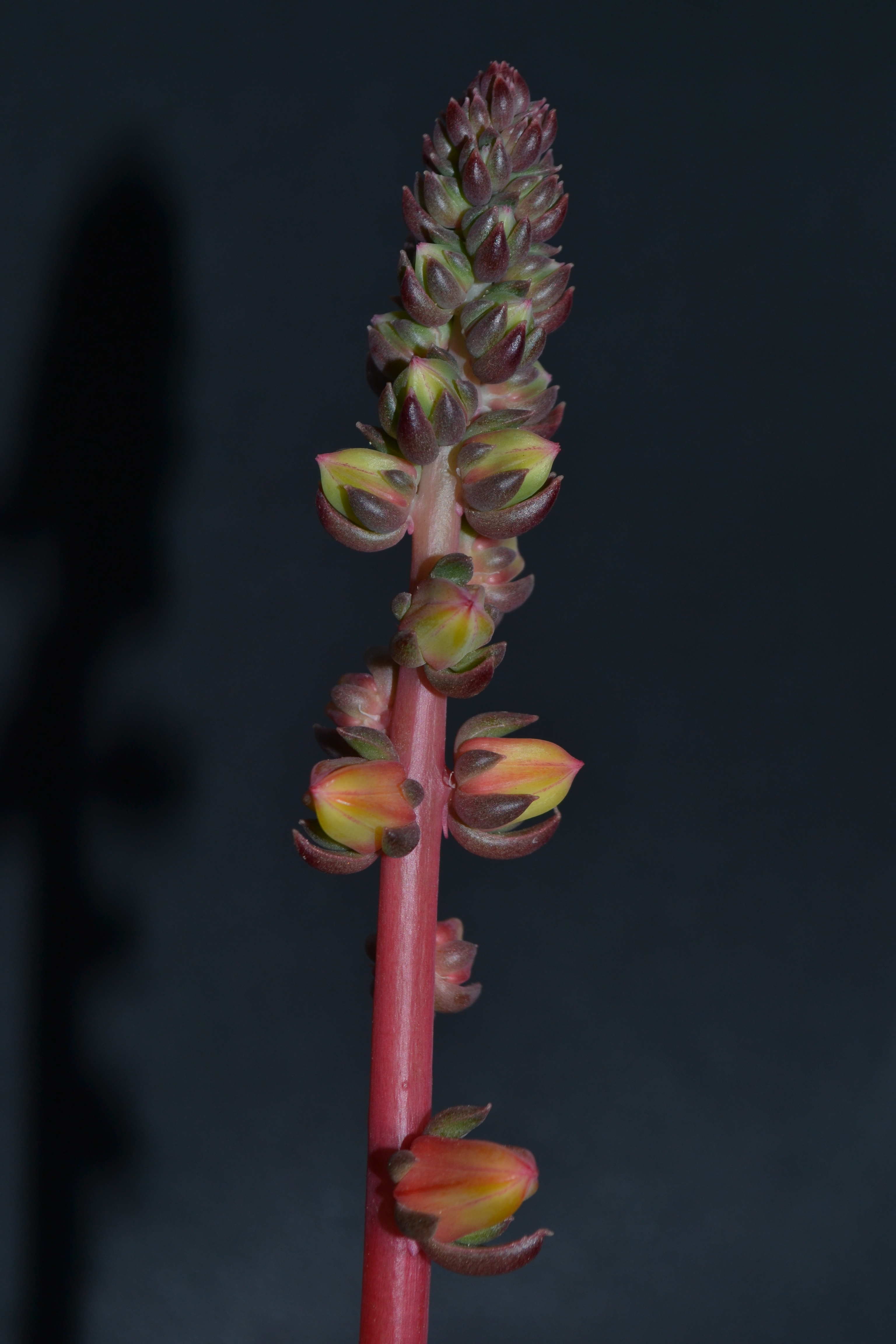
Detalle del escapo floral

Echeveria pinetorum es una planta suculenta de la familia de las crasuláceas, nativa de México y Guatemala. Pertenece al género Echeveria, cuyas especies reciben los nombres comunes de «conchitas» o «rosetas»; y dentro de este género, a la sección Racemosae, que describe plantas caracterizadas por su inflorescencia en racimo y por la presencia de dos bracteolas en cada pedicelo.

## Taxonomía
Echeveria pinetorum fue descrita en 1905 por Joseph Nelson Rose en North American Flora 22(1): 20.
Etimología
Ver: Echeveria
pinetorum: epíteto latino que significa "de los pinares"

## Sinonimia
- Echeveria huehueteca Standl. & Steyerm.
- Echeveria sessiliflora var. pinetorum (Rose) Poelln.[2][4]